# 애도니럼 저드슨

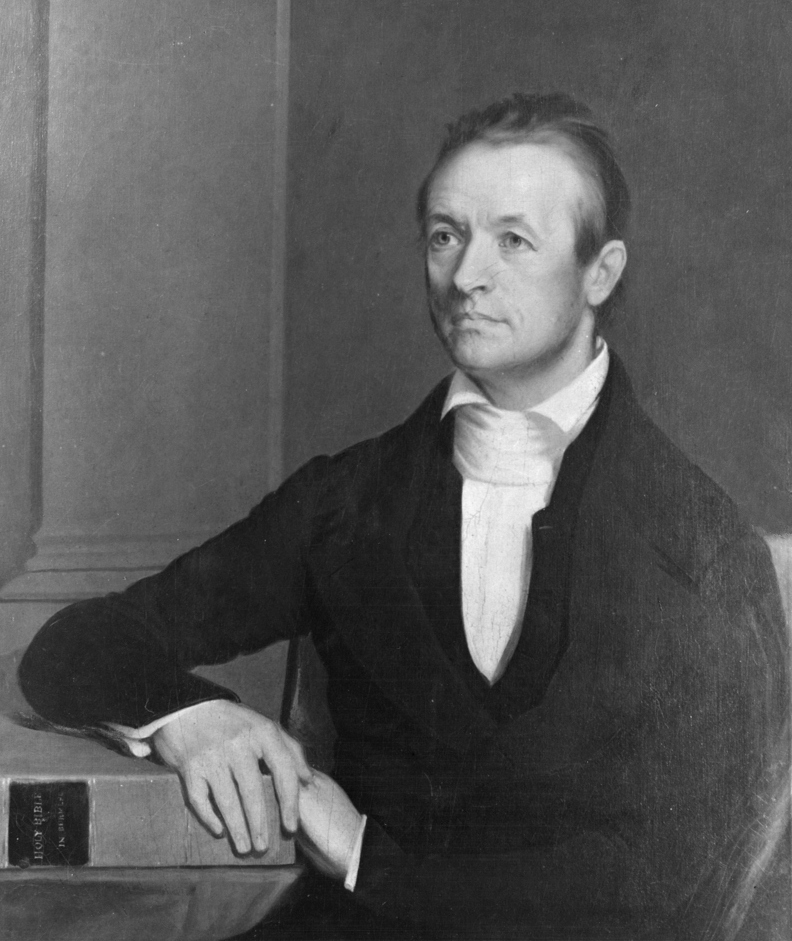
애도니럼 저드슨

애도니럼 저드슨(Adoniram Judson, 1788년 8월 9일 ~ 1850년 4월 12일)은 미국 최초의 해외 파송 침례교 선교사이다.

## 생애
- 1788년 매사추세츠주의 한 조합교회(Congregational Church) 목사의 아들로 태어남. 어릴적부터 종교적인 감수성이 있어서 개신교 목사인 아버지가 설교하는 모습을 흉내내었다고 한다.
- 1794년 브라운 대학교 졸업. 대학생 시절 기독교 신앙을 버리기도 했지만, 친구의 죽음을 목격한 일을 계기로 신앙을 다시 갖게 되었다.[1]
- 1808년 앤도버 신학교(Andover Theological Seminary)에 입학하였다. 신학생시절 애도니럼은 신학교 친구들과 선교사가 될 것을 기도로써 다짐한다.
- 1810년 신학교 졸업
- 신학교 졸업후 큰 교회에서 좋은 대우를 받으며 일할 수 있었지만, 선교사가 되기 위해 거부하였다.
- 1812년 2월 5일 아내 낸시와 함께 미국 조합교회 소속의 인도선교사로 임명받고 인도 콜카타에 입국하였으나[2], 동인도회사와의 갈등으로 선교활동을 중단해야 했다. 이때 저드슨은 윌리엄 캐리의 영향으로 침례교로 교파를 옮긴다.
- 1813년 당시 선교사가 없던 지역인 미얀마 양곤에 입국하여 카렌족[3]을 대상으로 전도함.
- 아내와 같이 현지인에게 미얀마어과 문법을 배움.
- 1817년 신학교에서 배운 라틴어와 그리스어로 마태 복음서 번역
- 1818년 전도를 시작
- 1819년 첫 현지인 신도인 정원지기에게 침례를 집전하였다.
- 1820년 10명의 미얀마인들이 침례를 받음.
- 1820년대 미얀마와 영국간의 갈등으로 1년 6개월간 수감됨.
- 종교의 자유를 보장해준다는 조건을 제시한 영국군의 미얀마어 통역으로 활동.
- 1826년 아내 낸시와 딸이 병으로 죽음. 가족과의 사별로 2년간 우울증에 시달리다.
- 1834년 미얀마 양곤에 교회를 세움, 여성 선교사 새라 보이드먼과 재혼
- 1845년 선교에 필요한 자금확보를 위해, 미국으로 되돌아가던 중에 새라가 병으로 죽음.
- 미국 각지를 돌아다니면서 전도
- 작가 에밀리 첩보크와 재혼, 3년간 미얀마에서 선교사로 같이 일함
- 1850년 질병치료를 위해 미국에 돌아가다가 뱅골 만에서 죽음. 시신은 수장됨.

## 번역물
- 2편의 성가
- 미얀마 문법
- 미얀마-영어사전
- 미얀마어 성서